# Karl von Oven
Pour les articles homonymes, voir von Oven.
Karl von Oven (29 novembre 1888 à Charlottenburg – 20 janvier 1974 à Singen) est un General der Infanterie allemand qui a servi dans la Heer au sein de la Wehrmacht pendant la Seconde Guerre mondiale.
Il a été récipiendaire de la Croix de chevalier de la Croix de fer. Cette décoration est attribuée pour récompenser un acte d'une extrême bravoure sur le champ de bataille ou un commandement militaire avec succès.

## Décorations
- Croix de fer (1914)
  - 2e Classe
  - 1re Classe
- Insigne des blessés (1914)
  - en Noir
- Croix d'honneur
- Agrafe de la Croix de fer (1939)
  - 2e Classe
  - 1re Classe
- Médaille du Front de l'Est
- Insigne de combat d'infanterie
- Croix de chevalier de la Croix de fer
  - Croix de chevalier le 9 janvier 1942 en tant que Generalleutnant et commandant de la 56. Infanterie-Division[1]